# Heilige-Geist-Viertel

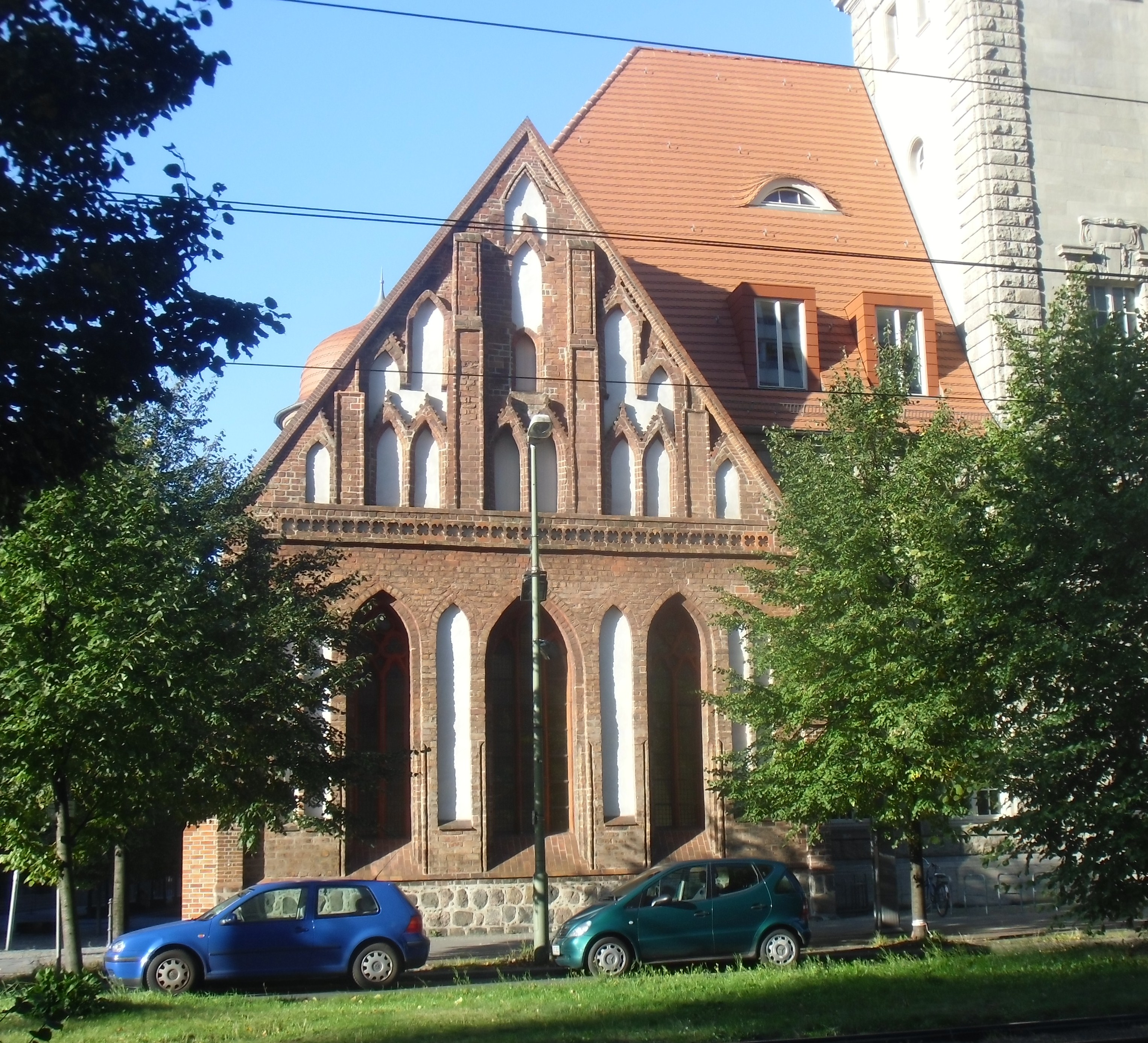
Helgeandskapellet är den enda idag kvarvarande resten av det medeltida hospitalet som Heilige-Geist-Viertel är uppkallat efter. Byggnaden används idag av Humboldtuniversitetet.

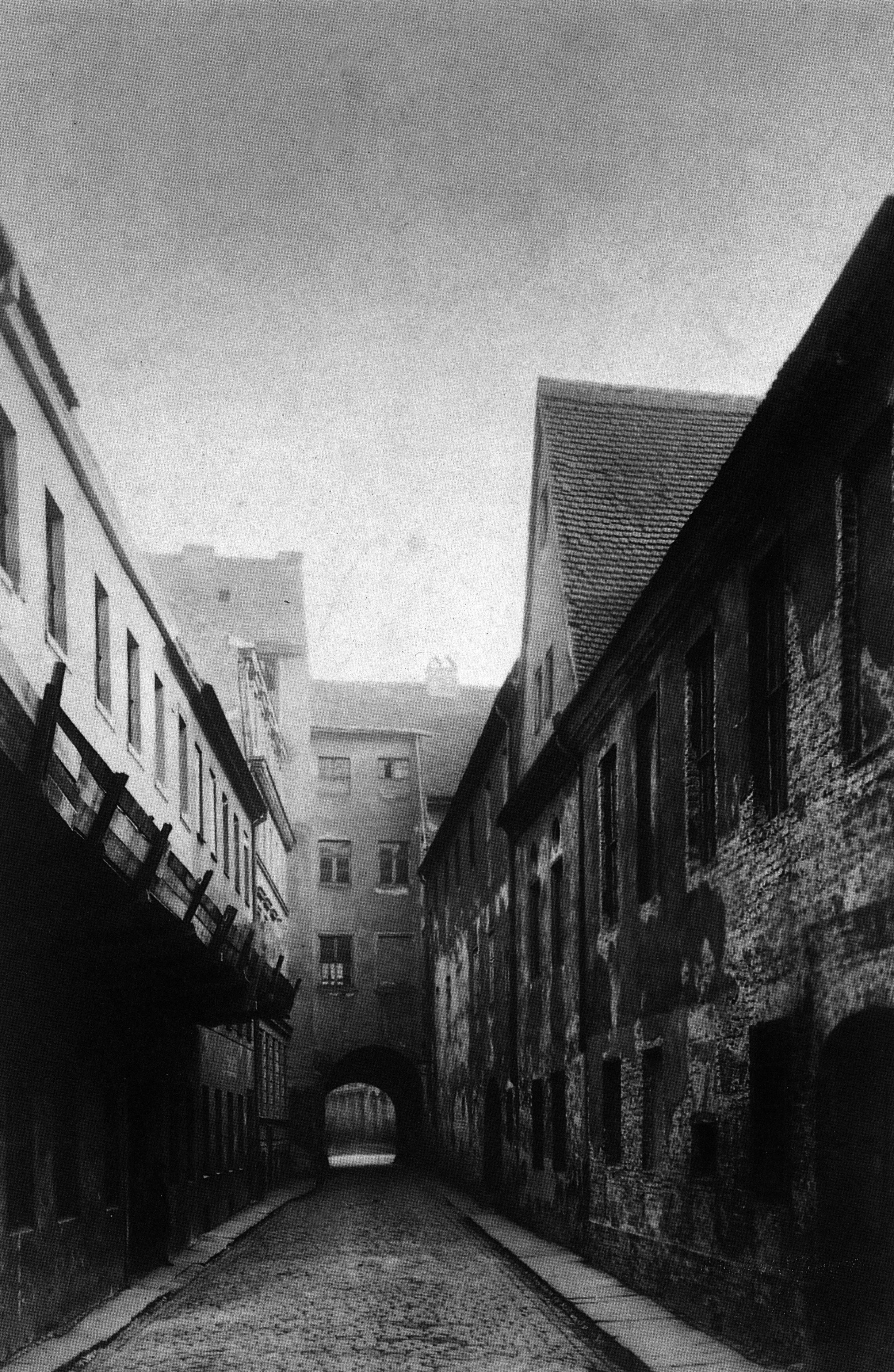
Kleine Burgstrasse 1875 med den medeltida gatubredden, vy från Spree österut. På 1880-talet anlades här den breda genomfartsgatan Kaiser-Wilhelm-Strasse, nuvarande Karl-Liebknecht-Strasse.

Heilige-Geist-Viertel är ett område i stadsdelen Mitte i Berlin och den historiska beteckningen på det västligaste av det medeltida Berlins fyra kvarter. Beteckningen kommer från Berlins Helgeandshospital, som låg här under medeltiden. Av hospitalet återstår idag kapellet, uppfört omkring år 1300.
Heilige-Geist-Viertel avgränsas av Berlins stadsbanas viadukt i norr, som här följer den medeltida ringmurens historiska sträckning, med gräns mot Spandauer Vorstadt. Spandauer Strasse utgör gräns mot Marienviertel i nordost, Rathausstrasse mot Nikolaiviertel i sydost och floden Spree mot Museumsinsel i sydväst.

## Byggnader i Heilig-Geist-Viertel

### Befintliga
Heilig-Geist-Kapelle är det medeltida kapellet för Berlins helgeandshospital som första gången omnämns 1272. Det var ett av tre hospital i det medeltida Berlin, där gamla och sjuka i staden vårdades. Från hospitalet eller den närbelägna Mariakyrkan utgick här den medeltida pilgrimsleden norrut mot Bad Wilsnack. Den bevarade kapellbyggnaden användes bland annat som garnisonskyrka från 1655 till dess att Garnisonkirche uppfördes 1703, och blev senare katolsk gudstjänstlokal. Huvuddelen av hospitalbyggnaderna revs 1825 och 1906 uppfördes en ny byggnad i anslutning till kapellet för Berlins handelshögskola, som under Östtyskland blev del av Humboldtuniversitetets företagsekonomiska fakultet.
Liebknechtbrücke leder över Spree till Spreeinsel vid västra änden av Karl-Liebknecht-Strasse. Bron och gatan anlades i mitten av 1880-talet och uppkallades ursprungligen efter kejsar Vilhelm I av Tyskland. Under 1800-talet låg här tidigare en enklare träbro för fotgängare, "Cavaliers-Brücke" eller "Sechserbrücke".

### Historiska
Spandauer Tor, Berlins medeltida nordvästra stadsport, låg ursprungligen vid norra änden av Spandauer Strasse. När Berlins fästningsvallar anlades efter Johann Gregor Memhardts planer i mitten av 1600-talet flyttades Spandauer Tor ett kvarter åt nordost. Efter att även fästningsvallarna rivits i mitten av 1700-talet uppstod torget Hackescher Markt i trakten av den tidigare Spandauer Tor där de norra utfartsvägarna Oranienburger Strasse och Rosenthaler Strasse möttes.

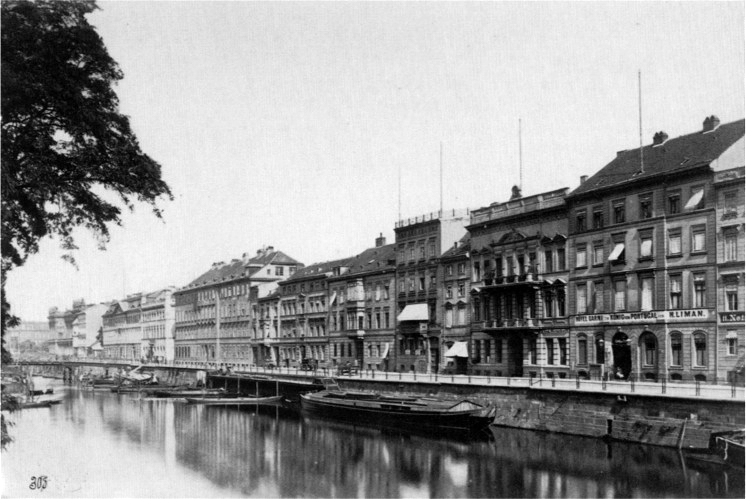
Burgstrasse på östra sidan av Spree, sedd från Schlossplatz. Fotot är taget någon gång före 1882, då flera av byggnaderna revs i samband med uppförandet av postverkets nya byggnadskomplex i kvarteret.

Gatan Burgstrasse sträckte sig ursprungligen längs hela östra Spreesidan med utsikt över Berlins stadsslott på andra sidan. Hotellet König von Portugal, känt från handlingen i Gotthold Ephraim Lessings pjäs Minna von Barnhelm, låg här på Burgstrasse 16. Hotellet användes av gäster till hovet och var känt för sin romantiska innergård. Längre norrut vid korsningen av Burgstrasse och Kleine Burgstrasse (nuvarande Karl-Liebknecht-Strasse) låg ett annat traditionsrikt hotell, Hotel de Saxe, rivet 1884 i samband med att gatunätet drogs om.
Itzigpalatset i hörnet av Burgstrasse och Neue Friedrichstrasse (idag Anna-Louisa-Karsch-Strasse) uppfördes 1762–1765 för bankiren Daniel Itzig. Itzig köpte flera befintliga fastigheter inklusive Palais Montargues och lät ersätta dem med ett barockpalats. 1817 såldes palatset till läkaren Nathan Friedländer, vars son Carl Jacob sålde palatset till köpmannakorporationen i Berlin. Denna lät i sin tur uppföra Börshuset här, färdigställt 1864. Börshuset ersatte en tidigare byggnad för ändamålet i Lustgarten. Den nya byggnaden förstördes i andra världskriget och resterna revs efter kriget.
Berlins första statliga postväsen grundades omkring 1650 på order av kurfurst Fredrik Vilhelm av Brandenburg. 1712 flyttades postkontoret från korsningen Poststrasse/Georgenstrasse (idag Rathausstrasse) till ett barockpalats nära dåvarande Lange Brücke (nuvarande Rathausbrücke), därefter kallat Neue Post. 1826 köptes flera hus i trakten av nuvarande Marx-Engels-Forum för att uppföra det kungliga hov- och stadspostkontoret. Byggnaden ersattes med ett större nybygge 1882, som täckte ungefär östra halvan av den nuvarande parken. Denna byggnad förstördes 1945 under andra världskriget.

## Heilige-Geist-Viertel idag

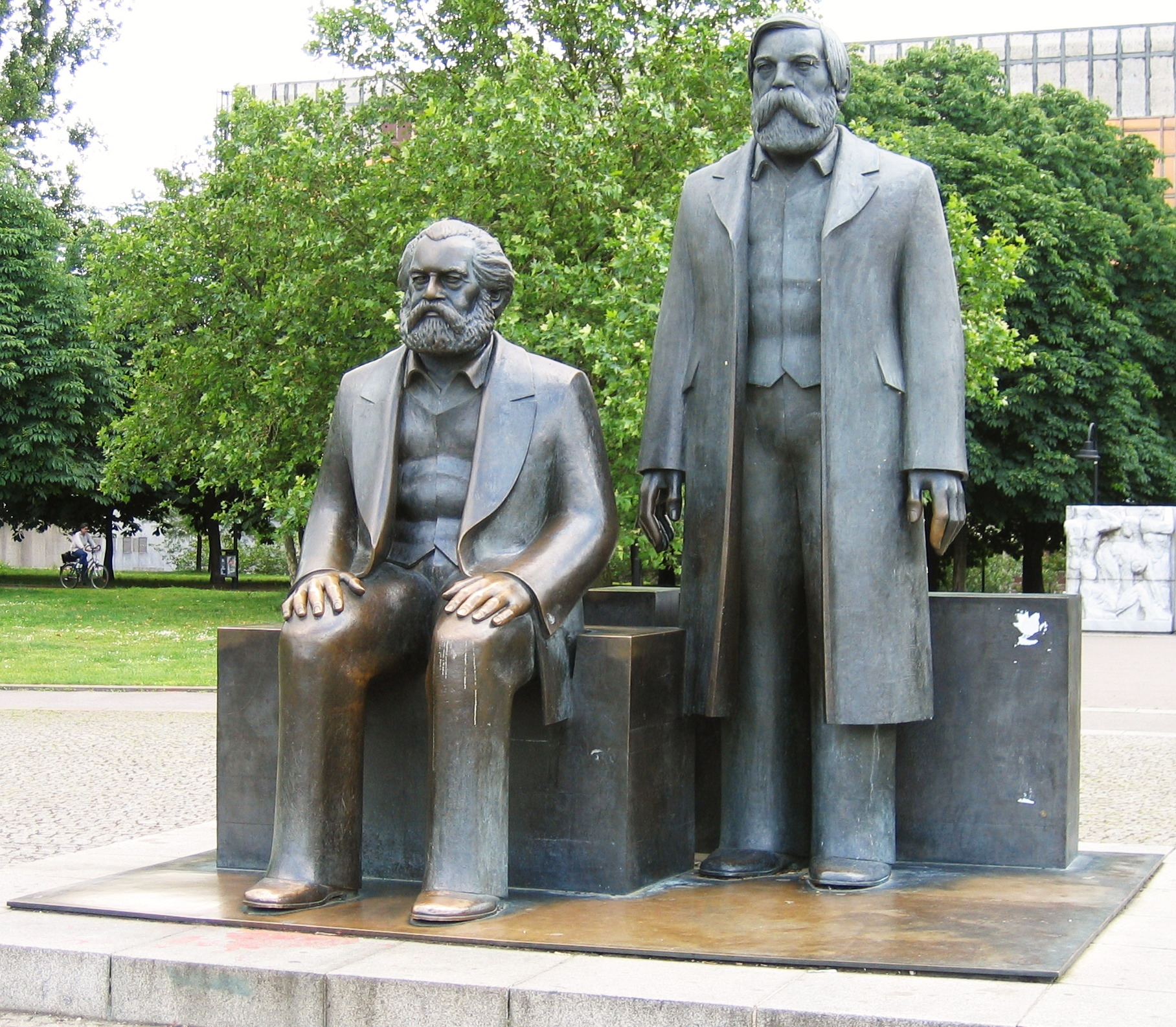
Marx-Engels-monumentet.

Idag upptas hela den södra delen av Heilig-Geist-Viertel, mellan Karl-Liebknecht-Strasse, Spandauer Strasse och Rathausstrasse, av parken Marx-Engels-Forum. Den öppna ytan här uppstod under början av 1970-talet då alla kvarvarande hus utom Marienkirche mellan Gontardstrasse och Palast der Republik revs på order av DDR-ledningen för att ge plats för Fernsehturm och dess omkringliggande park. 1986 restes det nuvarande monumentet över Karl Marx och Friedrich Engels.
Ursprungligen befann sig gatunivån i det medeltida Heilige-Geist-Viertel omkring 1,5 meter under den nuvarande gatunivån, vilket lättast kan spåras i stenläggningen omkring Marienkirche. I samband med anläggandet av de breda genomfartsgatorna och höghusen i området kom dock många spår av den medeltida gatubilden att helt försvinna. Idag påminner främst stadsbanans sträckning om den historiska stadsmuren och fästningsvallen här.